# جو لوك (ممثل)
جو لوك (مواليد 24 سبتمبر 2003) هو ممثل من جزيرة مان، أشتهر بدور تشارلي سبرينج في مسلسل هارت ستوبر.

## وصلات خارجية
- جو لوك على موقع IMDb (الإنجليزية)
- جو لوك على موقع ألو سيني (الفرنسية)
- جو لوك على موقع ميوزك برينز (الإنجليزية)